# Бемпфлинген
Бемпфлинген (нем. Bempflingen) — община в Германии, в земле Баден-Вюртемберг. 
Подчиняется административному округу Штутгарт. Входит в состав района Эслинген.  Население составляет 3348 человек (на 31 декабря 2010 года). Занимает площадь 6,27 км².